# Daniel Giasson
Daniel Giasson (Caxias do Sul, 24 agosto 1987) è un ex giocatore di calcio a 5 brasiliano naturalizzato italiano, campione europeo con la nazionale italiana nel 2014.

## Carriera

### Club
Laterale dinamico, forte nella marcatura, Giasson cresce nel settore giovanile dell'UCP di Caxias do Sul con cui debutta nella Liga Futsal non ancora maggiorenne. Nel settembre 2005 si trasferisce al Nepi su segnalazione dell'ex compagno di squadra Ângelo Guerra, che propose alcuni filmati del laterale all'allenatore Agenore Maurizi. Inserito nella formazione Under-21, in alcune occasioni viene aggregato alla prima squadra con cui esordisce nella massima serie. La fusione del Nepi con la CVM Lazio lo proiettano nell'Under-21 della nuova società con cui vince un campionato di categoria. Nelle stagioni successive il giocatore è ceduto in serie A2 per giocare con continuità, prima al Torrino con cui vince una Coppa Italia di serie A2, quindi al Ceccano. Nella stagione 2010-11 fa ritorno alla Lazio con cui vince la Coppa Italia, ma già la stagione seguente si trasferisce al Real Rieti neopromosso in serie A. Nel dicembre del 2012 viene ingaggiato dalla Cogianco Genzano con cui raggiunge la finale di Coppa Italia; la mancata iscrizione della società genzanese lo convince ad approdare al Pescara dove si trattiene appena una stagione, trasferendosi quindi alla Luparense.

### Nazionale
Giasson possiede la cittadinanza italiana in virtù di lontane origini venete: i nonni del giocatore, il cui cognome era originariamente "Giazzon", lasciarono Belluno per emigrare in Brasile. Nel 2008 è stato convocato dall'Italia Under-21 per disputare il campionato europeo di categoria, concluso dagli azzurrini al secondo posto alle spalle della Russia. L'anno successivo fa il debutto nella Nazionale maggiore, esordendo il 15 settembre durante l'incontro amichevole pareggiato per 1-1 contro la Serbia. Il giorno seguente Giasson mette a segno il primo gol in nazionale, contribuendo alla vittoria dell'Italia per 3-1 contro la medesima selezione balcanica. Campione d'Europa nel 2014, nella finale il laterale mette a segno la rete del definitivo 3-1 con la quale gli azzurri superano la Russia.

## Palmarès

### Competizioni giovanili
- Campionato italiano Under-21: 1
Lazio Nepi: 2006-07

### Competizioni nazionali
- Coppa Italia: 1
Lazio: 2010-11
- Coppa Italia di Serie A2: 1
Torrino: 2008-09
- Coppa di Spagna: 1
Jaén: 2017-18

### Competizioni internazionali
- Campionato d'Europa: 1
Italia: 2014